# 翠琳路
翠琳路（英語：Tsui Lam Road）是香港新界西貢區將軍澳新市鎮的一條道路，位於新市鎮西北部、大上托（山）的東南面，兩端分別連接寶琳北路和寶琳路，是區內早期修築的道路，由於道路依山而建，故此設計呈蛇形。道路全長約1,500米，比寶琳北路駕車前往寶琳路與翠琳路交界約2,000米短約四分之一，就像捷徑一樣，翠琳路因此吸引不少駕車人士駛經以圖縮短路程。通車以來，根據區內交通流量，行車方向多次作出修改，介乎寶琳北路與碧林樓一段是雙向行車，而碧林樓與寶琳路之間一段，現時已改為單向往寶琳路方向。
由於翠琳路是發展新市鎮時的重要道路，而且鄰近九龍市區，道路兩旁除有住宅大廈外，也有水務設施，以供整個將軍澳新市鎮日常所需。展望將來，這裡的水務設施仍會因應區內人口增加而擴建。除此以外，建於山頭旁邊的翠琳路，亦是香港遠足徑之一的衛奕信徑途經的地點，在翠琳路上可找到特別為此遠足徑而設的指示牌，引導人們從寶琳路沿翠琳路向北走，繼而進入前往澳頭村的小徑，離開翠琳路繼續行程。

## 交匯道路
- 寶琳北路（Po Lam Road North）
- 寶琳路（Po Lam Road）
- 馬游塘路（Ma Yau Tong Road）

## 沿線建築物
- 景明苑（King Ming Court）
- 翠林邨（Tsui Lam Estate）
- 翠林新城（Tsui Lam Square）
- 翠林巴士總站（Tsui Lam Bus Terminus）
- 翠林體育館（Tsui Lam Sports Centre）
- 將軍澳食水主配水庫（Tseung Kwan O Fresh Water Primary Service Reservoir）
- 衛奕信徑第三段（Wilson Trail (Section 3)）

## 外部連結
- 立法會財務委員會 工務小組委員會討論文件 - 326WF號工程計劃 （页面存档备份，存于）